# Flavius Dalmatius (césar)
Pour les articles homonymes, voir Flavius Dalmatius.
Flavius Dalmatius, souvent épellé Delmatius sur les pièces contemporaines, membre de la dynastie des Constantiniens, aussi connu sous le nom de César Dalmatius, est césar (335-337) de l'Empire romain.
Fils du censeur Flavius Dalmatius, frère de Flavius Hannibalianus et neveu de Constantin Ier. Il a vraisemblablement vécu à Toulouse et a suivi les cours d'Exupère de Toulouse. Petit-fils de Constance Chlore et de Théodora, il est donc apparenté à Constantin Ier.
Le 19 septembre[réf. nécessaire] 335, il est élevé au rang de césar, avec le contrôle de la Thrace, Achaïe et la Macédoine. Il meurt en 337, tué par ses propres soldats. Il est probable qu'il ait été victime de purges organisées par Constantin II, Constant Ier et Constance II afin de supprimer tout concurrent à leur montée sur le trône.
Il est connu des numismates sous le nom de Delmace.